# بيترو فورت
بيترو فورت (بالإيطالية: Simone Forte)‏ هو منافس ألعاب قوى إيطالي، ولد في 20 يناير 1996 في روما في إيطاليا.

## وصلات خارجية
- بيترو فورت على موقع الاتحاد الدولي لألعاب القوى (الإنجليزية)
- بيترو فورت على موقع الاتحاد الإيطالي لألعاب القوى (الإيطالية)